# 246
246（二百四十六、にひゃくよんじゅうろく）は自然数、また整数において、245の次で247の前の数である。

## 性質
- 246は合成数であり、約数は 1, 2, 3, 6, 41, 82, 123, 246 である。
  - 約数の和は504。
    - 57番目の過剰数である。1つ前は240、次は252。
- 24番目の楔数である。1つ前は238、次は255。
- 次数19の最短ゴロム定規の長さは246である。
- 各位の和が12になる19番目の数である。1つ前は237、次は255。
- 各位の積が各位の和の4倍になる4番目の数である。1つ前は198、次は264。(オンライン整数列大辞典の数列 A062036)
- 各位の平方和が56になる最小の数である。次は264。(オンライン整数列大辞典の数列 A003132)
  - 各位の平方和が n になる最小の数である。1つ前の55は1127、次の57は227。(オンライン整数列大辞典の数列 A055016)
- 各位の立方和が288になる最小の数である。次は264。(オンライン整数列大辞典の数列 A055012)
  - 各位の立方和が n になる最小の数である。1つ前の287は112355、次の289は1246。(オンライン整数列大辞典の数列 A165370)
- 246 = 12 + 72 + 142 = 22 + 112 + 112 = 52 + 52 + 142 = 52 + 102 + 112
  - 3つの平方数の和4通りで表せる12番目の数である。1つ前は243、次は249。(オンライン整数列大辞典の数列 A025324)
  - 246 = 12 + 72 + 142 = 52 + 102 + 112
    - 異なる3つの平方数の和2通りで表せる42番目の数である。1つ前は242、次は248。(オンライン整数列大辞典の数列 A025340)
- 246 = 35 + 3
  - n = 3 のときの n5 + n の値とみたとき1つ前は34、次は1028。(オンライン整数列大辞典の数列 A131471)
- n = 246 のとき n と n + 1 を並べた数を作ると素数になる。n と n + 1 を並べた数が素数になる30番目の数である。1つ前は242、次は252。(オンライン整数列大辞典の数列 A030457)
- 246 = 63 + 62 − 6
  - n = 6 のときの n3 + n2 − n の値とみたとき1つ前は145、次は385。(オンライン整数列大辞典の数列 A085490)

## その他 246 に関連すること
- 年始から数えて246日目は9月3日、閏年は9月2日。
- 西暦246年
- 国道246号
  - ROUTE 246はLINDBERGのデビューシングル。
  - 246は椎名へきるの楽曲。
  - Route 246は乃木坂46の楽曲。
  - ルート246は深田恭子の楽曲。
  - 『246』は沢木耕太郎のエッセイ。
  - （他多数あり）→描かれた246号を参照。
- 第246代ローマ教皇はクレメンス12世（在位：1730年 - 1740年2月6日）である。
- ココナッツカダンカダンウイロイドとアボカドサンブロッチウイロイドの塩基対数は246であり、最小のゲノムサイズである。
- デストロ246は高橋慶太郎の漫画である。
- W246 - 2代目メルセデス・ベンツ・Bクラス
- ディーノ・246はフェラーリのスポーツカー。
- IQ246〜華麗なる事件簿〜は、TBSで2016年10 - 12月に放送されたドラマ。